# Dealz
Dealz – irlandzka sieć supermarketów działająca w Polsce od 2018. Sieć sklepów jest częścią Pepco Group.

## Historia i działalność
Dealz posiada niemal 900 sklepów w Irlandii, Hiszpanii i w Polsce. Spółka zatrudnia ponad osiemnaście tysięcy pracowników. Sklepy sieci oferują około trzech tysięcy produktów znanych marek (między innymi żywności, środków czystości, higieny osobistej czy zabawek).
Pierwszy sklep w Polsce został otwarty w lutym 2018 roku w Swarzędzu. W 2018 sieć Dealz miała na polskim rynku czternaście placówek. W grudniu 2019 sieć otworzyła swój pięćdziesiąty sklep w Polsce – w Bydgoszczy. Na koniec 2020 roku sieć posiadała 75 sklepów.W 2024 roku sieć liczyła 340 sklepów.